# Ursoaia
Ursoaia è un comune della Moldavia situato nel distretto di Căușeni di 2.612 abitanti al censimento del 2004.